# Mirosław Skonieczny
Mirosław Józef Skonieczny (ur. 2 marca 1964 w Siemyślu) – polski polityk, samorządowiec, burmistrz Piotrkowa Kujawskiego.

## Życiorys
Ma wykształcenie wyższe. Należał do Samoobrony RP. W wyborach samorządowych w 2002 zdobył mandat radnego rady powiatu włocławskiego, który wygasł ze względu na wybór na urząd burmistrza Piotrkowa Kujawskiego w tych samych wyborach. W wyborach w 2006 uzyskał reelekcję. Następnie wystąpił z Samoobrony RP i przeszedł do Platformy Obywatelskiej.
W wyborach samorządowych w 2010, jako kandydat tej partii uzyskał reelekcję w wyborach burmistrza, uzyskując w II turze 65,95% głosów.

## Życie prywatne
Jest żonaty, ma dwoje dzieci.